# Josep de Rius i Falguera
Josep de Rius i Falguera (Barcelona, 1675-1739) fou un eclesiàstic i erudit, doctor en lleis, canons i teologia, el darrer rector de la Universitat de l'Estudi General de Barcelona.

## Biografia
Josep de Rius i Falguera va néixer a Barcelona l'any 1675. Eclesiàstic i erudit, Rius es doctorà en lleis, cànons i teologia. Des de 1700 va ser canonge de la catedral de Barcelona, i fou nomenat rector de la Universitat de l'Estudi General l'any 1714. A partir de 1715, el cerverí Domingo de Nuix i Cabestany exercí com a vicerector, amb actuació executiva a Cervera, mentre que Rius romania a Barcelona al capdavant dels estudis de medicina i dels col·legis de facultats.
Fou un dels intel·lectuals que, l'any 1700, fundaren l'Acadèmia dels Desconfiats . Consta que l'any 1720 era tresorer de la catedral de Barcelona, i que assistí als concilis de Tarragona dels anys 1722 i 1733 com a procurador del capítol. L'any 1733 elevà al rei un memorial en defensa de les immunitats eclesiàstiques. Felip V de Castella el nomenà inquisidor de Conca.

## Publicacions
- Acadèmia Desconfiada (Barcelona, Catalunya). Nenias reales y lagrimas obseqviosas qve a la immortal memoria del gran Carlos Segundo ... en credito de sv mas imponderable dolor y desempeño de sv mayor fineza dedica y consagra la Academia de los desconfiados de Barcelona / las saca en su nombre à la luz publica Don Ioseph Amat de Planella y Despalav .... Barcelona : por Rafael Figveró ... : vendese en casa de Iayme Batlle ..., 1701. Disponible a: Catàleg de les biblioteques de la UB